# 75 Cygni
75 Cygni, som är stjärnans Flamsteed-beteckning, är en trippelstjärna belägen i den mellersta delen av stjärnbilden Svanen. Den har en kombinerad skenbar magnitud på ca 5,09 och är svagt synlig för blotta ögat där ljusföroreningar ej förekommer. Baserat på parallax enligt Gaia Data Release 2 på ca 7,5 mas, beräknas den befinna sig på ett avstånd på ca 434 ljusår (ca 133 parsek) från solen. Den rör sig närmare solen med en heliocentrisk radialhastighet av ca -29 km/s.

## Egenskaper
Primärstjärnan 75 Cygni A är en röd till orange jättestjärna   av spektralklass M1 IIIab, vilket betyder att den har förbrukat förrådet av väte i dess kärna och utvidgats. Den har en radie som är ca 45 solradier och utsänder ca 440 gånger mera energi än solen från dess fotosfär vid en effektiv temperatur av ca 4 000 K.
75 Cygni är en misstänkt variabel stjärna, som har visuell magnitud av okänd typ och amplitud.
Det centrala paret hade en vinkelseparation på 2,7 bågsekunder år 2008, med en följeslagare av skenbar magnitud 10,7. 75 Cygni har också en optisk följeslagare av spektraltyp K, separerad med några bågsekunder och med en skenbar magnitud av 10,14.